# Pontiac Bonneville
Der Pontiac Bonneville war ein von dem US-amerikanischen Automobilhersteller General Motors unter der Automobilmarke Pontiac gebautes Modell, das von 1957 bis 2005 angeboten wurde.
Im Einzelnen bezeichnete Bonneville
- ein in kleinen Stückzahlen hergestelltes, leistungsstarkes Cabriolet (1957)
- eine Baureihe der Full Size-Modelle von Pontiac, die in den meisten Jahren die Spitze der Modellpalette bezeichnete (1958 bis 1981)
- eine kleinere Mittelklasse-Baureihe mit Hinterradantrieb als Nachfolger des Pontiac Le Mans (1981 bis 1986)
- eine große Limousine mit Frontantrieb (1987 bis 2005).

## Bonneville (1957)
Im Januar 1957 präsentierte Pontiac als exklusives Spitzenmodell der Star-Chief-Linie das Bonneville-Cabriolet, das von einer Version des hauseigenen 5,7-Liter-V8-Motors mit Benzineinspritzung angetrieben wurde und umfangreich ausgestattet war. Jeder Pontiac-Händler erhielt ein Exemplar dieses als Imageträger gedachten Modells, das mit 5782 US-$ mehr als das Doppelte des preiswertesten Pontiac kostete; 630 Exemplare wurden davon gebaut. Dafür war der Wagen aber ab Werk bereits mit einer langen Liste an Extras ausgestattet. So gehörte auch ein stärkerer Motor mit Einspritzanlage von Rochester dazu, welcher 300 bhp leistete und den Wagen in 8,1 Sekunden auf rund 100 km/h beschleunigte. Die Höchstgeschwindigkeit wurde mit 130 mph (ca. 210 km/h) angegeben. Weitere Serienausstattungen des Bonneville waren unter anderem eine Servolenkung, Bremskraftverstärker, ein „Strato Flight“ genanntes Automatikgetriebe, Sitzheizung, ein Radio mit elektrischer Antenne.

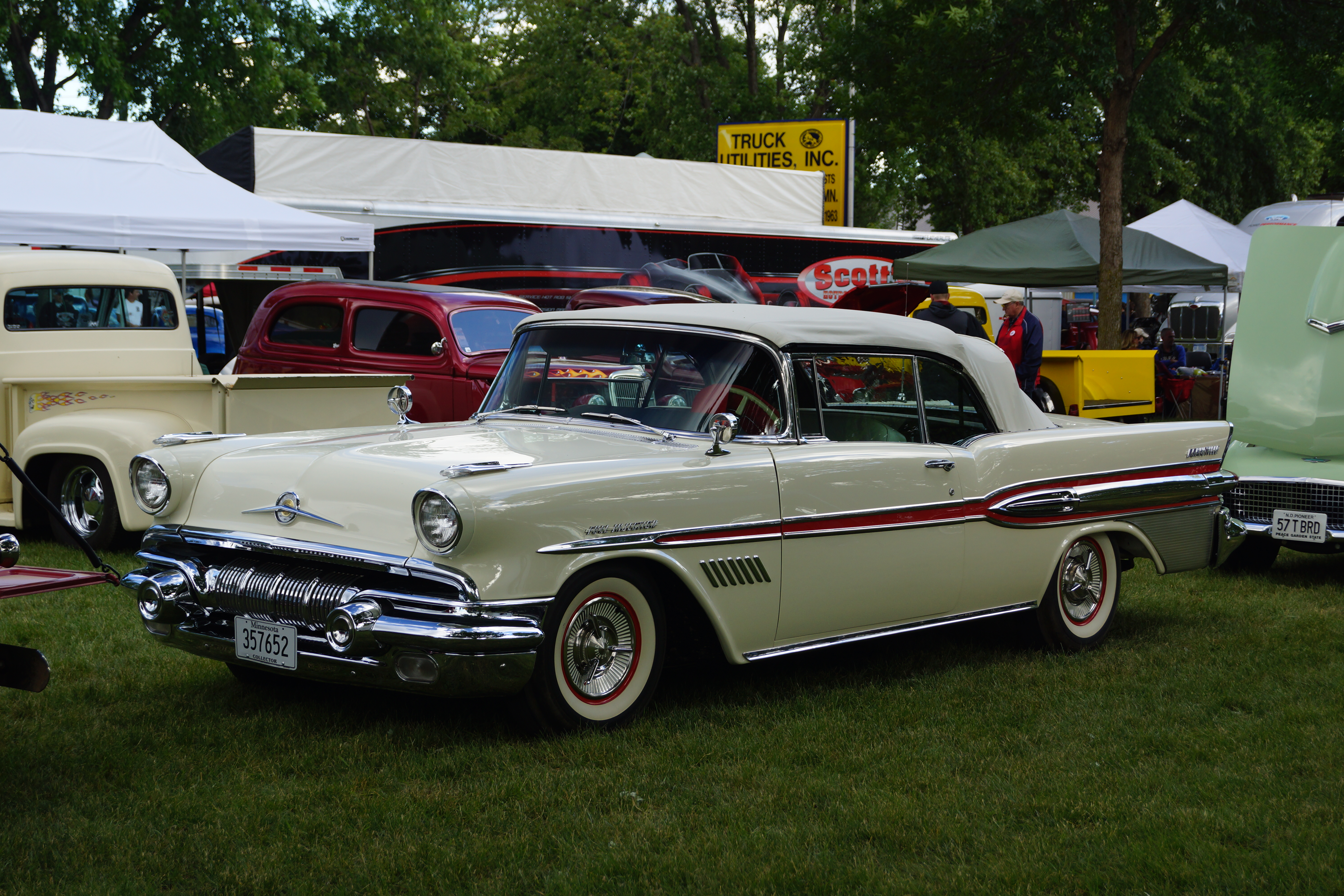
1957 Pontiac Bonneville, geschlossen, Front
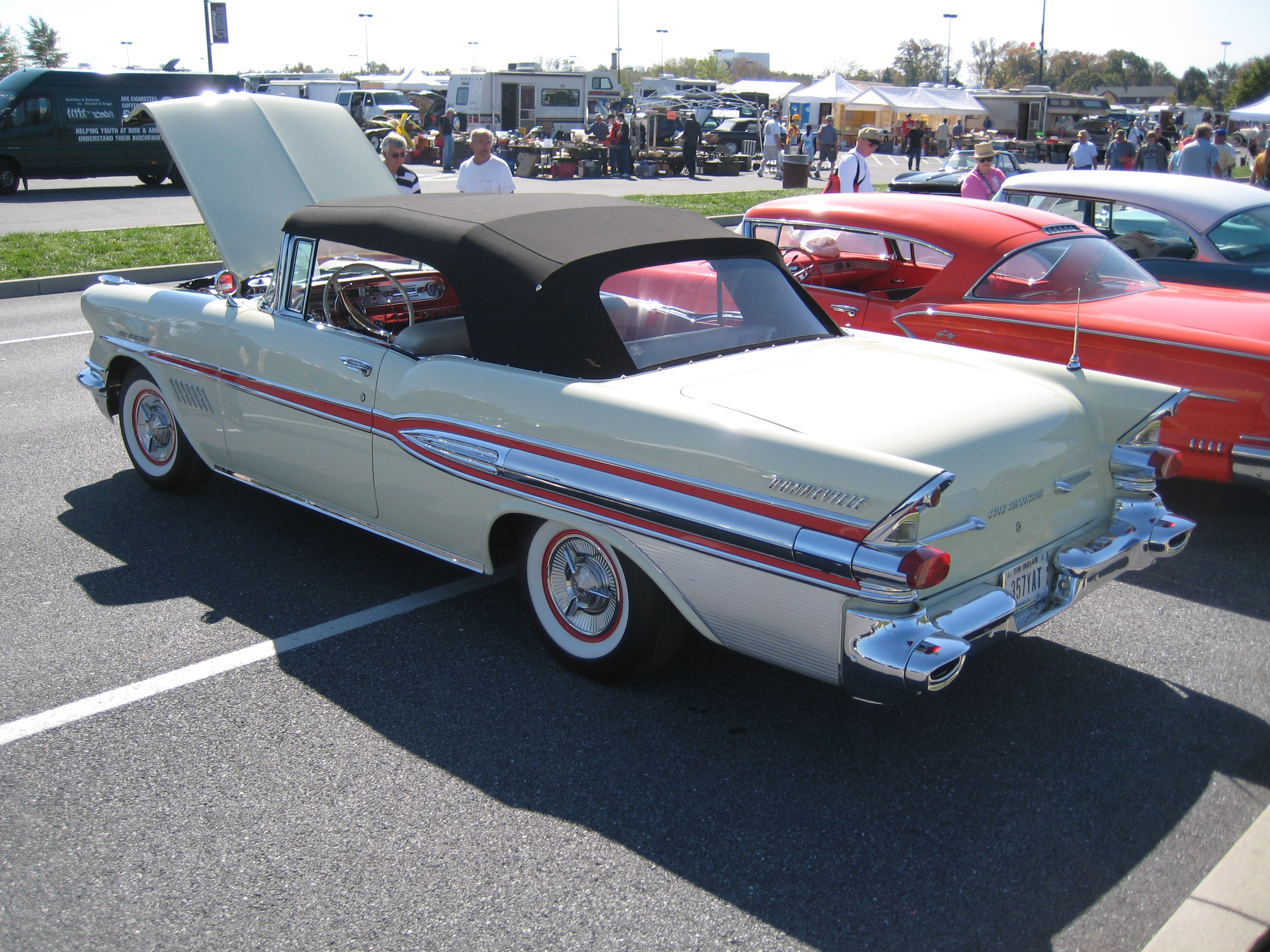
1957 Pontiac Bonneville, geschlossen, Heck

## Bonneville (1958–1981)
1958 verlor der Bonneville seinen exklusiven Status, war nun auch mit den regulären Vergaser-Motoren der Marke lieferbar und wurde im Preis um über 2000 Dollar reduziert. Als Extra konnte der Motor mit drei Registervergasern (Tripower genannt) für 93,50 USD bestückt werden und leistete dann 300 bhp bei 4600 min−1 oder mit der noch erhältlichen Rochester-Einspritzung für 500 USD, welche dann eine Leistung von 310 bhp bei 4800 min−1 bereitstellte.
Zum Cabriolet für 3586 US-Dollar kam ein Hardtop-Coupé für 3481 USD hinzu, bei dem die B-Säule fehlte. Es wurden im Modelljahr 3096 Cabriolets und 3586 Coupés verkauft. Das Modelljahr erhielt dem Zeitgeschmack folgend vier Frontscheinwerfer analog zu den anderen GM-Marken. Ein stärkerer X-förmiger Rohrrahmen erlaubte einen tieferen Einstieg. Die Federung erhielt vorn neue Kugelgelenke, für die Hinterachsfederung war als Extra eine „Ever-Level“ genannte Luftfederung verfügbar. Die Motorisierung des Bonneville basierte auf dem Star Chief, das Fahrwerk wurde vom kürzeren Pontiac Chieftain verwendet. 
Ab 1959 bezeichnete der Bonneville die jeweilige Spitzenbaureihe des Modellprogramms, während der Pontiac Catalina von da an das preiswerteste Full Size-Modell von Pontiac war. Dazwischen rangierten bis 1972 eine oder zwei weitere Baureihen mit wechselnden Bezeichnungen: Star Chief (1959–1966), Ventura (1960), Executive (1967–70), zuletzt Catalina Brougham (1971/72). Von 1970 bis 1975 war oberhalb des Bonneville noch der Pontiac Grand Ville positioniert.

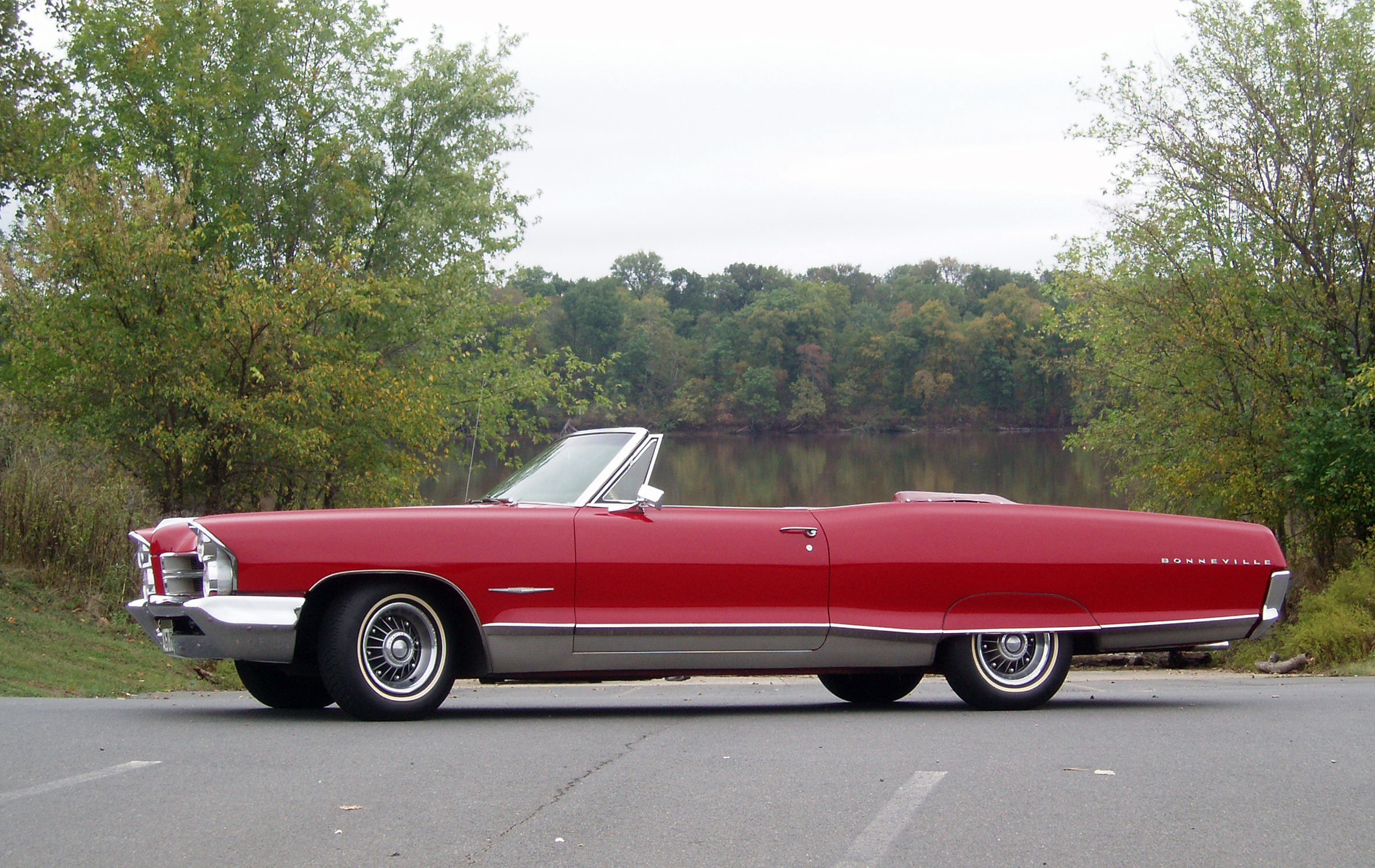
Pontiac Bonneville Cabriolet, 1965

Lieferbar waren auch ein zweitüriges Coupé, eine viertürige Limousine, ein Cabriolet (bis 1970) und in manchen Jahren auch ein fünftüriger Kombi. Teilweise stellten die großen Pontiac-Kombis aber auch eine eigene Modellreihe dar.
Wichtige Modellwechsel fanden zu den Modelljahren 1961 (Leiterrahmen statt X-Rahmen), 1965 (längerer Radstand), 1969 (erneut gestreckter Radstand) sowie 1971 und 1977 statt. 1977 wurde der Bonneville, wie alle anderen Full Size-Modelle von General Motors, deutlich verkleinert; seine Länge schrumpfte von 574 auf 543 Zentimeter. Ab 1980 war er erstmals auch mit einem V6-Motor lieferbar, während zuvor nur V8 von 5,7 bis 7,5 Liter Hubraum angeboten worden waren.

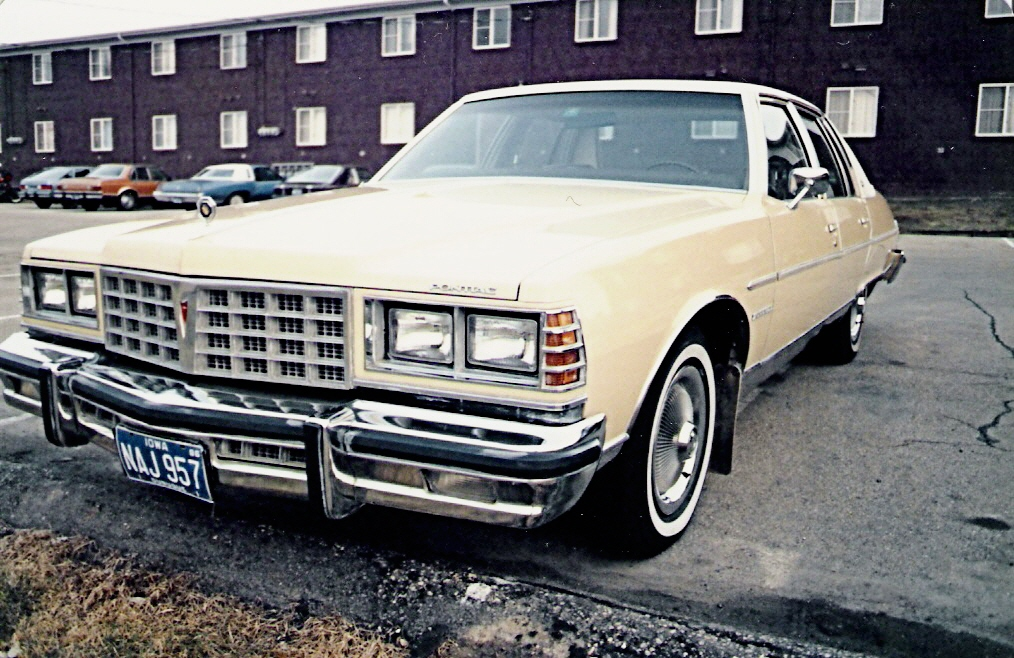
Pontiac Bonneville, 1977

Mit Ende des Modelljahres 1981 entfiel der große Pontiac im Modellangebot in den USA, wurde aber in Kanada weiterproduziert und im Herbst 1982 unter der Bezeichnung Pontiac Parisienne wieder eingeführt. Die Bezeichnung Bonneville wurde ab 1982 für eine kleinere Mittelklasse-Baureihe verwendet.
Vom Bonneville entstanden von 1957 bis 1981 insgesamt etwa 1,93 Millionen Exemplare.
Der viertürige Bonneville bildete die technische Grundlage für die ab 1979 in etwa 50 Exemplaren hergestellte Luxuslimousine Stutz IV Porte.

## Bonneville (1981–1986)
Nach dem Ende der Produktion des großen Bonneville übertrug das Werk die Bezeichnung auf den leicht modifizierten vormaligen Pontiac Le Mans (das Parallelmodell zum Chevrolet Malibu). Zur Abgrenzung zum ursprünglichen Modell hieß das Fahrzeug im ersten Jahr offiziell Bonneville G.
Angeboten wurden eine viertürige Limousine und ein Kombi (bis 1983) sowie eine Brougham-Limousine mit gehobener Ausstattung, zwischenzeitlich ab 1984 eine LE-Limousine. Der kleinere Bonneville wurde von einem 3,8- oder einem 4,1-Liter-V6, ausschließlich 1982 auf Wunsch auch von einem 4,3-Liter-Dieselmotor und von 1983 bis 1985 von einem 5,7 Liter großen V8-Diesel, angetrieben. Ab 1983 war auch ein Fünfliter-V8 erhältlich.
Vom Bonneville (G) entstanden in fünf Jahren rund 332.000 Exemplare.

## Bonneville (1987–2005)

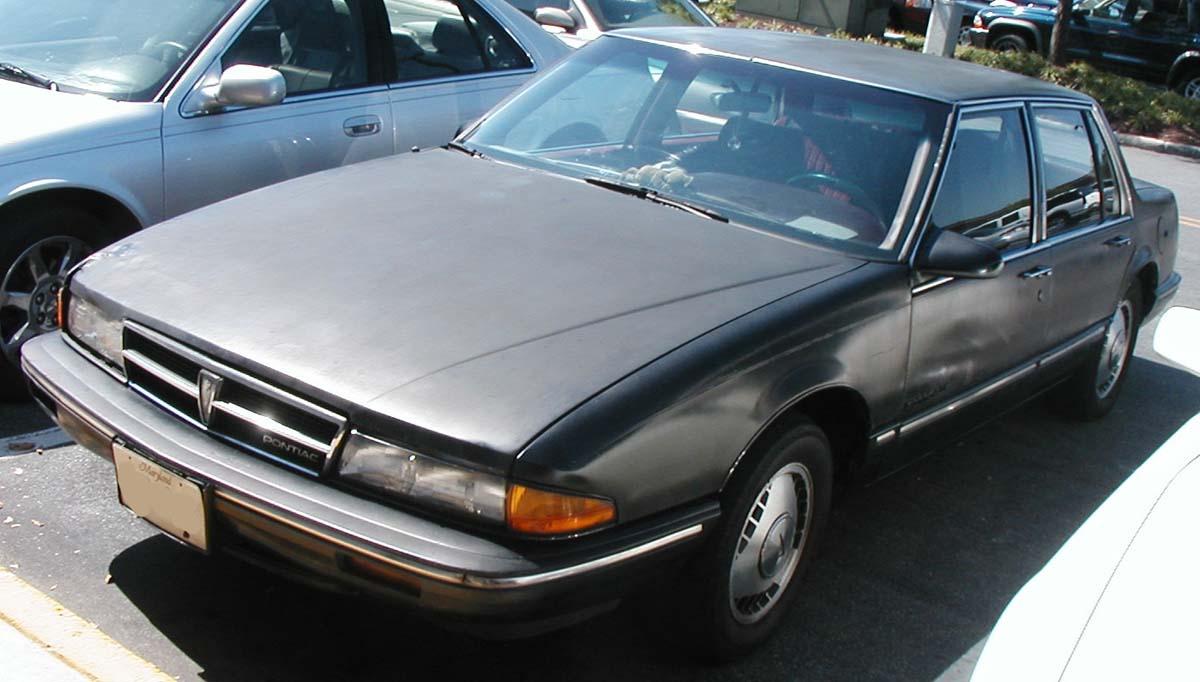
Pontiac Bonneville, 1987–1991

Ab 1987 bezeichnete der Name Bonneville eine viertürige Limousine mit Frontantrieb auf Basis der H-Plattform von General Motors. In technischer Hinsicht war der Bonneville verwandt mit den damaligen GM-Modellen Oldsmobile 88 und Buick Le Sabre, besaß aber eine völlig eigenständige Karosserie.
Das erste Bonneville-Modell mit Frontantrieb blieb aber bis 1991 in Produktion und verfügte über einen 3,8 Liter großen V6 von anfangs 152 PS (111 kW), ab 1988 auch mit 167 PS (123 kW); angeboten wurden die Ausstattungsstufen Basis, LE, SE und SSE. Von dieser Fahrzeuggeneration wurden etwa 500.000 Stück produziert.

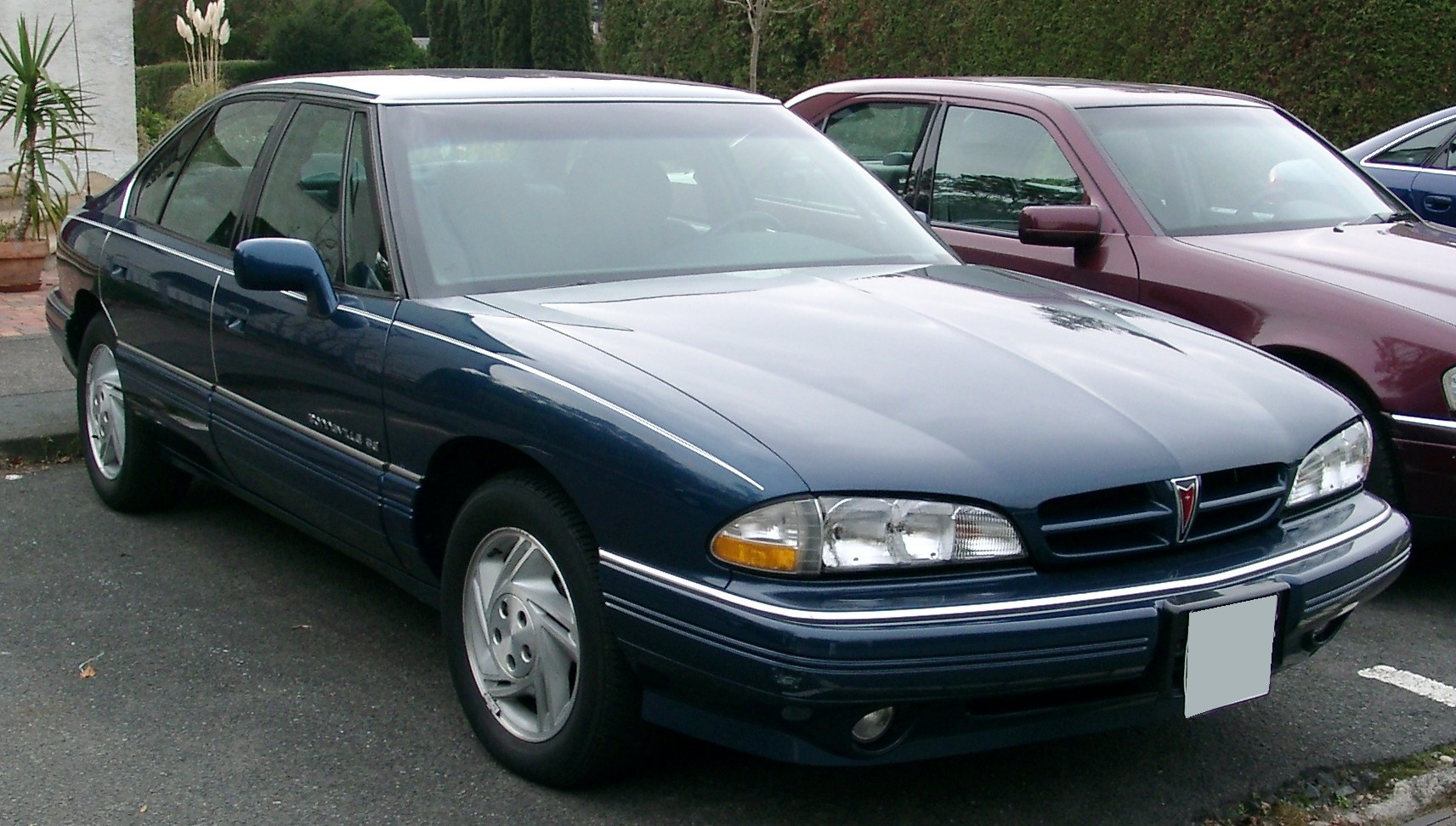
Pontiac Bonneville, 1991–1999

Ende 1991 erhielt der Bonneville eine neue Karosserie. Das Angebot war nun in die Ausstattungsvarianten SE, SSE und SSEi gegliedert. Der 3,8-Liter wurde beibehalten, leistete nun aber 172 PS (126 kW). Der SSEi wurde von einer Kompressor-Version dieses Motors mit 208 PS (153 kW) angetrieben. 1994 entfiel der SSEi als eigenständiges Modell, der Kompressormotor aber blieb im Rahmen eines SSEi-Pakets mit nun 228 PS (167 kW) weiterhin verfügbar. 1995 wurde die Leistung des Basis-V6 auf 208 PS (153 kW) angehoben. Ab 1996 leistete der Kompressor-V6 243 PS (179 kW). Bis 1999 wurden rund 600.000 Exemplare gebaut.
Im Februar 1999 präsentierte Pontiac ein vollständig neues Modell des Bonneville mit einem geringfügig verlängerten Radstand und einer aggressiver gestalteten Karosserie. Hinsichtlich des Motorenangebots blieb es bei den bislang verwendeten Aggregaten. 2004 ersetzte der Cadillac Northstar-V8 (279 PS/205 kW) im Bonneville GXP die bisherige Kompressor-Version.
Im Mai 2005 lief der letzte Bonneville vom Band.